# Adam-Air-Flug 172
Adam-Air-Flug 172 war ein Inlandslinienflug der indonesischen Fluggesellschaft Adam Air am 21. Februar 2007 von Jakarta (Flughafen Soekarno-Hatta) nach Surabaya (Flughafen Surabaya), der um 15:22 Uhr Ortszeit (GMT 8:22) in einem Flugunfall ohne Todesopfer endete.
Für die Adam Air war es der zweite Totalverlust eines Flugzeuges innerhalb von zwei Monaten, nachdem bereits am Neujahrstag eine Boeing auf dem Flug von Surabaya nach Manado, Nordsulawesi in die Straße von Makassar stürzte, wobei alle 102 Insassen ums Leben kamen (Adam-Air-Flug 574). Sie stellte in der Folge den Flugbetrieb ein, nachdem ihr die Betriebslizenz entzogen worden war.

## Unfallverlauf
Die Boeing 737 mit  148 Passagieren und sieben Besatzungsmitgliedern setzte in Surabaya auf der Start- und Landebahn aufgrund zu hoher Sinkrate so hart auf, dass die gesamte Rumpfsektion hinter der Sitzreihe 15 einknickte. Nachdem die Maschine auf der Runway zum Stehen gekommen war, konnten alle 155 Insassen das Flugzeugwrack aus eigener Kraft verlassen. Nur zwei Passagiere erlitten leichte Verletzungen.
Der Flughafen musste für eine Stunde geschlossen werden und mehrere Flüge mit Surabaya als Ziel mussten zu Ausweichflughäfen umgeleitet werden. Die Fluggesellschaft ließ kurz nach dem Unfall das Flugzeugwrack mit weißer Farbe übermalen, um das Firmenlogo, die Flugzeugregistrierung und den Rumpfanstrich unkenntlich zu machen. Solange keine Beweise vernichtet werden, ist diese Handlung legal und bei Zwischenfällen mit Flugzeugen nicht unüblich.
Die Flugzeugstruktur war so stark beschädigt, dass das Flugzeug von Adam Air abgeschrieben werden musste.

## Fluggerät

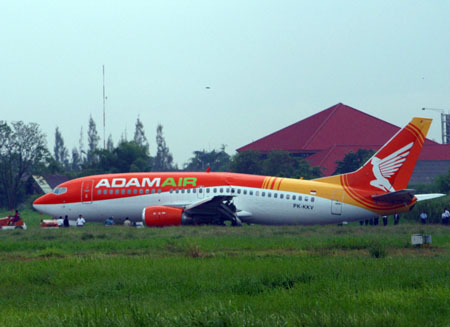
Die verunglückte Maschine, der gebrochene Rumpf ist deutlich erkennbar

Die Boeing 737-300 mit dem Kennzeichen PK-KKV wurde im Dezember 2006 von Adam Air übernommen, nachdem sie seit ihrer Fertigstellung 1994 in den Diensten von neun anderen Fluggesellschaften gestanden hatte und zuletzt für die brasilianische Varig geflogen war.

## Untersuchung
Die Untersuchung des Vorfalls wurde vom Indonesian National Transportation Safety Commission (INTSC) geleitet. Der Flugzeughersteller Boeing hat mitgeteilt, während der Ermittlungen technische Hilfe zu leisten. Zur Ermittlung der Unfallursache wurden auch Wetterdaten von der indonesischen Wetterbehörde und vom Luftraumkontrollzentrum in Surabaya gesammelt und die Piloten befragt.
Das Ergebnis war ein instabiler Anflug mit einer Sinkrate von 13 m/s.

## Folgen
Viele Kunden stornierten nach diesem Vorfall bereits gebuchte Flüge bei Adam Air und erhielten ihr Geld zurück.
Die indonesische Regierung ordnete ein Flugverbot für alle sechs verbliebenen Boeing 737-400 von Adam Air an. Diese durften nach einer gründlichen Untersuchung wieder in den Flugbetrieb zurückkehren und die Airline konnte am 5. März wieder den normalen Linienflugbetrieb aufnehmen.
Das Verlangen mehrerer indonesischer Politiker nach einem generellen Flugverbot für Flugzeuge, die älter als zehn Jahre sind, wurden nach diesem Vorfall immer lauter. Dies wird jedoch von Luftfahrtexperten als nicht hilfreich befunden. Eine qualitativ und quantitativ bessere Wartung der Fluggeräte der indonesischen Inlandsflotte sei viel wichtiger als deren Alter zu verringern. Die aktuelle Grenze für die Flugerlaubnis für Flugzeuge in Indonesien liegt bei einem Alter von 35 Jahren oder 70.000 Landungen. Das indonesische Verkehrsministerium plant, die Fluggesellschaften mit bestimmten „Safety Levels“ auszuzeichnen. Diese sollen von „Level One“, sicher, bis zu „Level Three“, unsicher (mögliches Flugverbot) reichen. Es wird darüber hinaus überlegt, alle Boeing 737, die sich in Indonesien im Betrieb befinden, untersuchen zu lassen.
Nach diesem Zwischenfall geriet Adam Air noch mehr in die Kritik. Bereits vor diesem Unfall berichteten Piloten von Adam Air öfter, enormem Druck durch höhere Angestellte ausgesetzt gewesen zu sein. Piloten sollen zum Teil genötigt worden sein, trotz Sicherheitsbedenken zu fliegen. Zum Teil flogen Flugzeuge monatelang mit defekten Türen oder einem beschädigten Fenster. Piloten sagten aus, dass sie mit einer Kündigung rechnen mussten, falls sie sich aus Sicherheitsbedenken weigerten eine Maschine zu fliegen.
Im Juni 2008 wurde der Gesellschaft durch die indonesische Regierung die Flugbetriebslizenz endgültig entzogen.